# Heinrich Lehmann
Heinrich Lehmann (20 de Julho de 1876, Prüm/Eifel - 7 de Fevereiro de 1963, Colônia) foi um jurista alemão e reitor da Universidade de Colônia.

## Biografia
Filho de um juiz do Tribunal Regional Superior da Colônia, estudou no Apostelgynasium de Colônia, onde teve Konrad Adenauer como seu colega de turma. Lehmann iniciou seus estudos em direito após se formar no segundo grau, em Freiburg em Breisgau, e foi um membro da corporação estudantil Católica K. S. V. Brisgovia Freiburg. Após um estudos mais aprofundados em Munique e Berlim, terminou seus estudos em Bonn, onde ele era um membro da corporação estudantil Católica K. S. V. Arminia. Em 1904, Lehman obteve seu doutorado em Bonn, e lá também habilitou-se em 1906, com uma tese sobre "A obrigação da omissão no Direito Civil". Em 1911, tornou-se Professor em Jena, e em 1917, em Estrasburgo. Expulso da França após a Primeira Guerra Mundial, foi oferecido um cargo na Universidade de Colônia e, 1920, através da mediação do prefeito de Colônia, Konrad Adenauer, quem pertecia à mesma corporação estudantil que Lemann em Freiburg e Bonn.Lá serviu três vezes como Reitor da faculdade de direito.
"Lehmann também é muito conhecido pela condição de coautor da coleção de Direito Civil dirigida por Ludwig Ennecerus. Colega de bancos escolares de Konrad Adenauer, futuro chanceler da Alemanha Federal no pós-guerra, Lehmann conservou essa amizade por toda a vida."
Já em 1920, Lehmann fundou o Instituto de Direito Industrial e Comercial na Universidade de Colônia, que também incluía as então novas áreas do direito, trabalhista e empresarial. Além disso, Lehmann também ensinou direito processual civil , direito Romano, e Direito Civil Alemão.

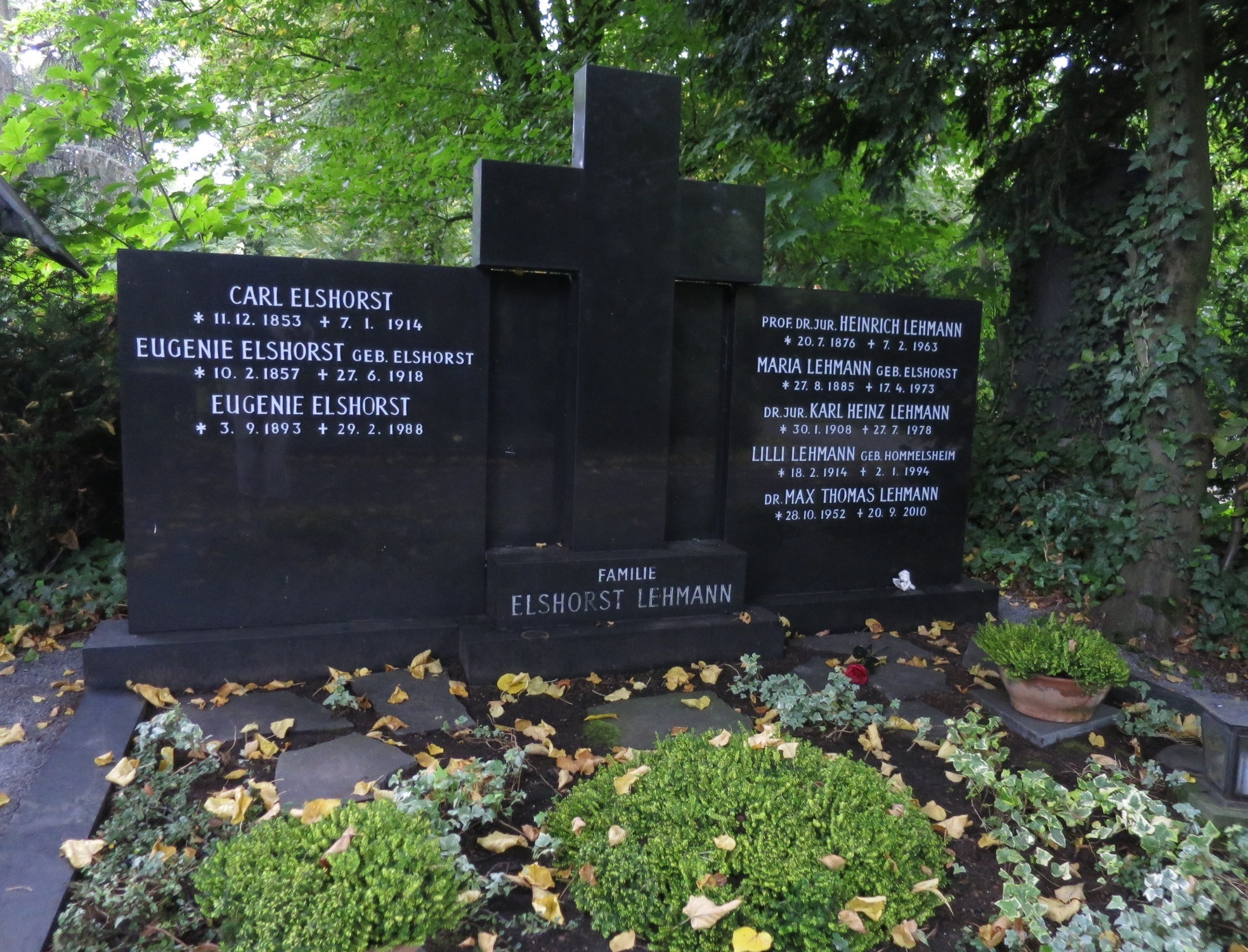
Túmulo da família no cemitério Melaten

Lehmann rejeitou outras nomeações de várias universidades, e no dia 31 de Março de 1948, aos 71 anos de idade, aposentou-se.
Lehmann foi um grande amante e patrono das artes; foi um grande colecionador de arte e amante da música.
Aos 86 anos, Heinrich Lehmann faleceu no dia 7 de Fevereiro de 1963, em Colônia, na Alemanha. Foi sepultado no cemitério Melaten. 

## Trabalho Jurídico
Em 1913, Lehmann publicou "Os Fundamentos do Direito Industrial Alemão", uma de suas mais importantes contribuições jurídicas e um ponto de partida para o desenvolvimento do direito empresarial Alemão. Além de muitas outras obras destacou-se seu livro de texto sobre o código civil Alemão "O Direito de Obrigações", uma continuação da obra de Ludwig Enneccerus.

## Honras
As universidades de Münster e de Colônia  agraciaram Lehmann com um doutorado honorário. No seu 80o aniversário, recebeu a Grã-cruz de mérito da República Federal da Alemanha e a ordem papal Gregoriana. Lehmann também foi agraciado com um doutorado honorário posterior da Universidade de Colônia, e recebeu a Medalha Richard Strauss por suas contribuições à música.
Além de ser membro de várias associações científicas, foi sócio-honorário da Sociedade Internacional de Propriedade Intelectual. Lehmann foi além de sua condição de membro de várias associações científicas, e sócio honorário da sociedade Internacional de direitos autorais. Em 1953, tornou-se membro honorário da corporação estudantil católica  K.St.V. Nibelung Cologne.

## Obras Destacadas
- Die Grundlagen des deutschen Industrierechts, 1913
- Die Grundgedanken des neuen Arbeitsrechts: Rede, geh. bei Übernahme d. Rektorwürde d. Universität Köln am 12. Nov. 1921. Müller, Köln 1922
- Allgemeiner Teil des Bürgerlichen Gesetzbuches. Berlin, Leipzig 1922. 2. und vermehrte Auflage
- Familienrecht des Bürgerlichen Gesetzbuches einschließlich Jugendfürsorgerecht. Berlin 1926
- BGB -Lehrbuch "Recht der Schuldverhältnisse. 30. Tsd, Marburg 1930
- Volksgesetzbuch: Grundregeln u. Buch ; 1. Entwurf u. Erläutergn.  Vorgelegt von Justus W. Hedemann, Heinrich Lehmann, Wolfgang Siebert, Berlin 1942. Arbeitsberichte der Akademie für Deutsches Recht, Nr. 22
- Allgemeiner Teil des Bürgerlichen Gesetzbuches. Berlin 1956. 9., vermehrte und verbesserte Auflage

## Ligações Externas
- Literatura de e sobre Heinrich Lehmann (em alemão) no catálogo da Biblioteca Nacional da Alemanha
- Gregor Brand: Heinrich Lehmann. Rechtswissenschaftler aus Prüm. http://www.eifelzeitung.de/region/heinrich-lehmann-73941/

## Outras publicações
- W. Stump in Biographisches Lexikon des KV  Band 2 S. 75 f(1993) ISBN 3-923621-98-1
- W.P.Eckert: Kleine Geschichte der Universität Köln, Köln 1961